# Lärkbredvecklare
Lärkbredvecklare (Ptycholomoides aeriferana) är en fjärilsart som beskrevs av Herrich-Schäffer 1849. Lärkbredvecklare ingår i släktet Ptycholomoides och familjen vecklare. Arten är reproducerande i Sverige. Inga underarter finns listade i Catalogue of Life.